# Lough Foyle
Lough Foyle (irisch: Loch Feabhail) ist der Name des Ästuars des River Foyle in den Nordkanal in Ulster. Die Bucht trennt die Inishowen-Halbinsel in der Republik Irland von Nordirland. Größere Orte an der Nordküste des Lough Foyle sind Moville und Greencastle in Irland.
Ein Sprichwort lautet, dass Lough Foyle der einzige Ort der Welt sei, von dem aus gesehen der Norden im Süden und der Süden im Norden liegt. Dies liegt daran, dass Donegal in der Republik Irland von vielen Nordiren als Süden und Nordirland als der Norden bezeichnet wird. Der Grenzverlauf im Lough Foyle ist umstritten.
Der aus der irischen Eisenzeit stammende Hort von Broighter wurde im Jahr 1896 beim Pflügen eines Stoppelfeldes am Ufer des Lough Foyle  entdeckt.

## Verkehr
- Im Sommer verkehrt eine Fähre zwischen Greencastle in Donegal und Magilligan im County Londonderry.
- Der Broharris Canal wurde 1820 als drei Kilometer lange Verbindung zwischen Ballykelly und Limavady gebaut.

1792 wurde der sechs Kilometer lange Strabane Canal zwischen Leck und Strabane gebaut. Er wurde 1962 wieder aufgegeben und wird derzeit restauriert.

## Flora und Fauna

### Flora
Zwischen März 1937 und Juni 1939 wurde die Gegend des Lough Foyle von H. Blackler untersucht und in einem Bericht das Vorkommen verschiedener Algensorten dargestellt.

### Fauna
Die Royal Society for the Protection of Birds unterhält ein Vogelschutzgebiet am See.

## Ramsar-Gebiet
Nach der Ramsar-Konvention wurden Teile des Lough Foyle als Feuchtgebiet von internationaler Bedeutung ausgewiesen. Das Gebiet umfasst rund 2200 Hektar und wurde am 2. Februar 1999 eingerichtet und umfasst die Ästuare der Flüsse Foyle, Goghan und Roe.